# John Selfridge
John Lewis Selfridge (né le 17 février 1927 à Ketchikan en Alaska et mort le 31 octobre 2010 à DeKalb (Illinois)), est un mathématicien américain qui a travaillé en théorie analytique des nombres, théorie algorithmique des nombres, et combinatoire. Il est coauteur de 14 articles avec Paul Erdős (ce qui lui donne le nombre d'Erdős 1).

## Biographie
Selfridge obtient son Ph. D. en 1958 à l'université de Californie à Los Angeles sous la supervision de Theodore Motzkin.
Selfridge a travaillé à l'université de l'Illinois à Urbana-Champaign et à l'université de Northern Illinois de 1971 jusqu'à sa retraite en 1991 ; il a dirigé le département des sciences mathématiques en 1972–1976 et en 1986–1990.
Il était éditeur exécutif des Mathematical Reviews de 1978 à 1986 et a supervisé l'informatisation de ses opérations. Il a fondé la Number Theory Foundation (en), qui distribue le prix Selfridge (en) qui porte son nom.

## Contributions
En 1962, Selfridge prouve que 78 557 est un nombre de Sierpiński ; il montre que pour {\displaystyle k=78557}, tous les entiers de la forme {\displaystyle k\cdot 2^{n}+1} sont divisibles par un des nombres premiers 3, 5, 7, 13, 19, 37 ou 73. Cinq années plus tard, lui et Sierpiński émettent la conjecture que 78 557 est le plus petit nombre de Sierpinski, et serait ainsi la réponse au problème de Sierpinski. Un projet de calcul distribué appelé Seventeen or Bust a réussi, en 2016, à ne laisser sans réponse que cinq des dix-sept possibilités initiales.
En 1964, Selfridge and Alexander Hurwitz ont montré que le 14e nombre de Fermat {\displaystyle 2^{2^{14}}+1} est composé. Toutefois, leur preuve ne fournit pas de diviseur ; ce n'est qu'en 2010 qu'un diviseur du 14e nombre de Fermat a été trouvé,.
En 1975 John Brillhart, Derrick Henry Lehmer et Selfridge développent une méthode pour prouver la primalité d'un entier p en ne connaissant que des factorisations partielles de {\displaystyle p-1} et {\displaystyle p+1}.
Avec Samuel Wagstaff ils ont également participé au projet Cunningham.
Avec Paul Erdős, Selfridge résout un problème vieux de 250 ans, en montrant que le produit de nombres consécutifs n'est jamais une puissance d'un entier.
Selfridge a décrit en 1960 l'algorithme de Selfridge-Conway pour un partage équitable entre trois partenaires. John Conway a redécouvert l'algorithme indépendamment en 1993. Ni l'un ni l'autre n'ont publié ce résultat dont la solution a été popularisée par Richard Guy.

## Deux conjectures

### Conjecture sur les nombres de Fermat
Selfridge a énoncé la conjecture suivante sur les nombres de Fermat {\displaystyle F_{n}=2^{2^{n}}+1}. Soit g(n) le nombre de facteurs premiers distincts F_n ( suite A046052 de l'OEIS). On ne connaît g(n) que jusqu'à n = 11, et la fonction est monotone croissante. Selfridge a conjecturé qu'au contraire g(n) n'est pas monotone. À l'appui de sa conjecture, il prouve qu'il suffit qu'il existe un autre nombre de Fermat premier, autre que les cinq connus (3, 5, 17, 257, 65537).

### Conjecture sur le test de primalité
Cette conjecture, appelée aussi conjecture PSW, d'après Carl Pomerance, Selfridge et Samuel Wagstaff, est la suivante :
Soit p un nombre impair, avec p ≡ ± 2 (mod 5). Si 2p−1 ≡ 1 (mod p) et fp+1 ≡ 0 (mod p), où fk est le k-ième nombre de Fibonacci, alors p est un nombre premier.
La conjecture est toujours ouverte en août 2015.

## Articles liés
- Nombre de Sierpiński
- Nouvelle conjecture de Mersenne
- conjecture de Lander, Parkin et Selfridge (en)

## Publications
- F. A. E. Pirani, Leo Moser, et John Selfridge, « Elementary Problems and Solutions: Solutions: E903 », Am. Math. Mon., vol. 57, no 8,‎ 1950, p. 561–562 (DOI 10.2307/2307953, MR 1527674)

- Carl Pomerance, John L. Selfridge et Samuel S. Wagstaff, Jr., « The pseudoprimes to 25·109 », Math. Comput., vol. 35, no 151,‎ juillet 1980, p. 1003–1026 (DOI 10.1090/S0025-5718-1980-0572872-7, JSTOR 2006210, lire en ligne)
- L. C. Eggan, Peter C. Eggan et J. L. Selfridge, « Polygonal products of polygonal numbers and the Pell equation », Fibonacci Q., vol. 20, no 1,‎ 1982, p. 24–28 (MR 0660755)
- P Erdos et J. L. Selfridge, « Another property of 239 and some related questions », Congr. Numer.,‎ 1982, p. 243–257 (MR 0681710)
- C. B. Lacampagne et J. L. Selfridge, « Large highly powerful numbers are cubeful », Rocky Mt. J. Math. (en), vol. 15, no 2,‎ 1985, p. 459 (DOI 10.1216/rmj-1985-15-2-459, MR 0823257)
- C. B. Lacampagne et J. L. Selfridge, « Pairs of squares with consecutive digits », Math. Mag., vol. 59, no 5,‎ 1986, p. 270–275 (DOI 10.2307/2689401, MR 0868804)
- W. D. Blair, C. B. Lacampagne et J. L. Selfridge, « Notes: Factoring Large Numbers on a Pocket Calculator », Am. Math. Mon., vol. 93, no 10,‎ 1986, p. 802–808 (DOI 10.2307/2322936, MR 1540993)
- R. K. Guy, C. B. Lacampagne et J. L. Selfridge, « Primes at a glance », Math. Comput., vol. 48, no 177,‎ 1987, p. 183–202 (DOI 10.1090/s0025-5718-1987-0866108-3, MR 0866108)
- William F. Trench, R. S. Rodriguez, H. Sherwood, Bruce A. Reznick, Lee A. Rubel, Solomon W. Golomb, Nick M. Kinnon, Paul Erdos et John Selfridge, « Problems and Solutions: Elementary Problems: E3243–E3248 », Am. Math. Mon., vol. 95,‎ 1988, p. 50–51 (DOI 10.2307/2323449, MR 1541238)
- P. Erdos, C. B. Lacampagne et J. L. Selfridge, « Prime factors of binomial coefficients and related problems », Acta Arith., vol. 49, no 5,‎ 1988, p. 507–523 (DOI 10.4064/aa-49-5-507-523, MR 0967334)
- P. T. Bateman, J. L. Selfridge et S. S. Wagstaff, « The New Mersenne conjecture », Am. Math. Mon., vol. 96, no 2,‎ 1989, p. 125–128 (DOI 10.2307/2323195, MR 0992073)
- C. B. Lacampagne, C. A. Nicol et J. L. Selfridge « Sets with nonsquarefree sums » (1990) 
— « (ibid.) », dans Number Theory, de Gruyter, p. 299–311
- John M. Howie et J. L. Selfridge, « A semigroup embedding problem and an arithmetical function », Math. Proc. Camb. Philos. Soc., vol. 109, no 2,‎ 1991, p. 277–286 (DOI 10.1017/s0305004100069747, MR 1085395)
- R. B. Eggleton, C. B. Lacampagne et J. L. Selfridge, « Eulidean quadratic fields », Am. Math. Mon., vol. 99, no 9,‎ 1992, p. 829–837 (DOI 10.2307/2324118, MR 1191702)
- P. Erdos, C. B. Lacampagne et J. L. Selfridge, « Estimates of the least prime factor of a binomial coefficient », Math. Comput., vol. 61, no 203,‎ 1993, p. 215–224 (DOI 10.1090/s0025-5718-1993-1199990-6, MR 1199990)
- Cantian Lin, J. L. Selfridge et Peter Jau-shyong Shiue, « A note on periodic complementary binary sequences », J. Comb. Math. Comb. Comput., vol. 19,‎ 1995, p. 225–29 (MR 1358509)
- Richard Blecksmith, Michael McCallum et J. L. Selfridge, « 3-smooth representations of integers », Am. Math. Mon., vol. 105, no 6,‎ 1998, p. 529–543 (DOI 10.2307/2589404, MR 1626189)
- Richard Blecksmith, Paul Erdos et J. L. Selfridge, « cluster primes », Am. Math. Mon., vol. 106, no 1,‎ 1999, p. 43–48 (DOI 10.2307/2589585, MR 1674129)
- Paul Erdos, Janice L. Malouf,, J. L. Selfridge et Esther Szekeres, « Subsets of an interval whose product is a power », Discrete Math., vol. 200, nos 1–3,‎ 1999, p. 137–147 (DOI 10.1016/s0012-365x(98)00332-x, MR 1692286)
- Andrew Granville et J. L. Selfridge, « Product of integers in an interval, modulo squares », Electron. J. Comb., vol. 8, no 1,‎ 2001, #R5 (MR 1814512)